# Pullman (Virgínia de l'Oest)
Pullman és una població dels Estats Units a l'estat de Virgínia de l'Oest. Segons el cens del 2000 tenia 169 habitants.

## Demografia
Segons el cens del 2000, Pullman tenia 169 habitants, 58 habitatges, i 45 famílies. La densitat de població era de 271,9 habitants per km².
Dels 58 habitatges en un 41,4% hi vivien nens de menys de 18 anys, en un 62,1% hi vivien parelles casades, en un 13,8% dones solteres, i en un 22,4% no eren unitats familiars. En el 20,7% dels habitatges hi vivien persones soles el 6,9% de les quals corresponia a persones de 65 anys o més que vivien soles. El nombre mitjà de persones vivint en cada habitatge era de 2,91 i el nombre mitjà de persones que vivien en cada família era de 3,38.
Per edats la població es repartia de la següent manera: un 29% tenia menys de 18 anys, un 13,6% entre 18 i 24, un 26,6% entre 25 i 44, un 20,1% de 45 a 60 i un 10,7% 65 anys o més.
L'edat mediana era de 34 anys. Per cada 100 dones de 18 o més anys hi havia 100 homes.
La renda mediana per habitatge era de 19.821 $ i la renda mediana per família de 19.821 $. Els homes tenien una renda mediana de 27.250 $ mentre que les dones 18.750 $. La renda per capita de la població era de 9.504 $. Entorn del 25,5% de les famílies i el 30,8% de la població estaven per davall del llindar de pobresa.

## Poblacions més properes
El següent diagrama mostra les poblacions més properes.